# Monaco op de Olympische Winterspelen 1988
Monaco nam deel aan de Olympische Winterspelen 1988 in Calgary, Canada. Ook de tweede deelname aan de olympische winterspelen bleef zonder medailles.

## Deelnemers en resultaten

### Alpineskiën
| Olympiër       | Discipline       | Resultaat | Prestatie                        |
| -------------- | ---------------- | --------- | -------------------------------- |
| Fabrice Notari | super g (m)      | 54e       | 2.11,73 (+32,07)                 |
| Fabrice Notari | reuzenslalom (m) | 64e       | 2.52,15 (+45,78) 1.27,14+1.25,01 |

### Bobsleeën
| Olympiër                      | Discipline             | Resultaat | Prestatie                                             |
| ----------------------------- | ---------------------- | --------- | ----------------------------------------------------- |
| Albert Grimaldi Gilbert Bessi | 2-mansbob (m) Monaco I | 25e       | 4.02,47 (+8,99) (58,48 / 1.00,93 / 1.01,64 / 1.01,42) |

Amerikaanse Maagdeneilanden · Andorra · Argentinië · Australië · België · Bolivia · Bondsrepubliek Duitsland · Bulgarije · Canada · Chili · China · Chinees Taipei · Costa Rica · Cyprus · Denemarken · Duitse Democratische Republiek · Fiji · Filipijnen · Finland · Frankrijk · Griekenland · Groot-Brittannië · Guam · Guatemala · Hongarije · IJsland · India · Italië · Jamaica · Japan · Joegoslavië · Libanon · Liechtenstein · Luxemburg · Marokko · Mexico · Monaco · Mongolië · Nederland · Nederlandse Antillen · Nieuw-Zeeland · Noord-Korea · Noorwegen · Oostenrijk · Polen · Portugal · Puerto Rico · Roemenië · San Marino · Sovjet-Unie · Spanje · Tsjecho-Slowakije · Turkije · Verenigde Staten · Zuid-Korea · Zweden · Zwitserland